# Novo Nordisk
Novo Nordisk är ett danskt läkemedelsföretag, och ett av nordens största bolag. som är världsledande inom diabetes, bioteknik och biomedicin. 
Verksamheten grundades år 1923 som Nordisk Insulinlaboratorium, som senare blev Nordisk Gentofte A/S. Bakom detta stod nobelpristagaren i medicin August Krogh, Hans Christian Hagedorn och August Kongsted. 
Novo Nordisk ägs till stor del genom en stiftelse. Företaget äger även NNIT, ett i Danmark ledande företag inom IT-lösningar,
och företaget NNE, ett tekniskt konsultbolag inom läkemedel och bioteknik.
År 1989 fusionerades Nordisk Gentofte A/S med Novo Industri A/S och bildade Novo Nordisk.. Företaget utvecklar och tillverkar läkemedel som diabetesläkemedlen Tresiba, hemofili och hormoner. Novo Industri A/S hade 1986 köpt den danska delen av Ferrosan.
I företagets logotyp ingår en bild av den forntida egyptiska guden Apis.